# Phalacrus nigrinus
Phalacrus nigrinus är en skalbaggsart som först beskrevs av Thomas Marsham 1802.  Phalacrus nigrinus ingår i släktet Phalacrus, och familjen sotsvampbaggar. Arten är reproducerande i Sverige.